# Whitland
Whitland is een plaats in het Welshe graafschap Carmarthenshire.
Whitland telt 2066 inwoners.

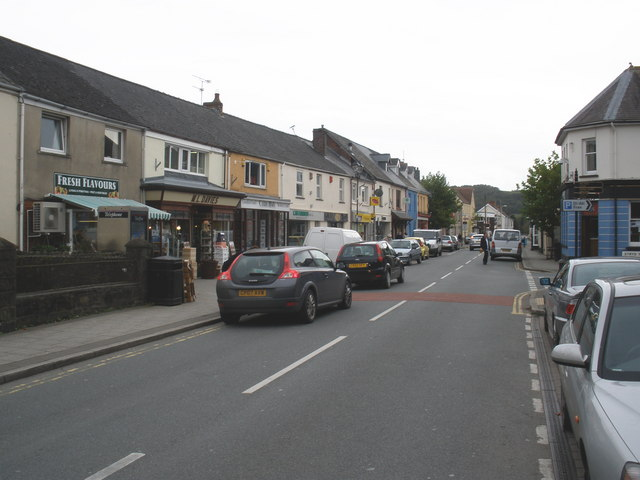
St. John's Street
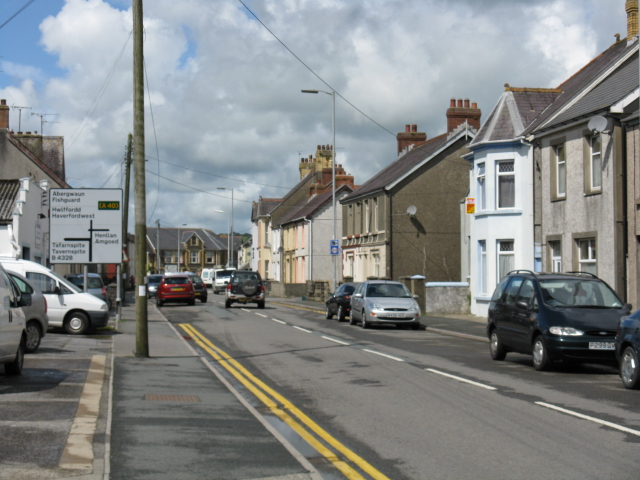
Market Street
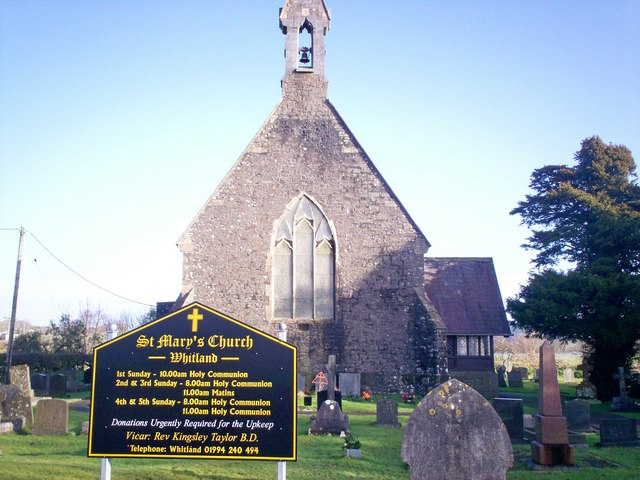
Kerk van St. Maria Magdalena